# Jens Mikael Thøgersen Winther
Jens Michael Thøgersen Winther (født 25. oktober 1874 i Opsund i Brejning Sogn, Ringkøbing Amt ved Videbæk, død 2. marts 1970 i Kobe i Japan) var en dansk præst og missionær.  
Efter endt skolegang fik han arbejde ved det lokale mejeri og blev mejerist. Han søgte en stilling som mejeribestyrer ved Vildbjerg mejeri men fik den ikke. Han tog det som et tegn på, at det ikke var den vej, han skulle og kom så ind på Staby Vinterseminarium. Efter endt studium fik han arbejde på en skole, men kort efter fik han en henvendelse fra nogle bekendte af Luthersk Missionsforening i Sønderjylland (som da hørte under Tyskland) om han tænkte på at blive missionær. De tilbød ham en stilling i Kina, som han tog imod. Den 21. juli 1896 startede han rejsen, der gik over England til USA, hvor en dansk præst i Jamestown, N. Hansen, havde tilbudt at give dem undervisning i engelsk. Skæbnen ville imidlertid, at da han skulle forsætte rejsen fra USAs vestkyst til Kina, rakte pengene ikke længere end til rejsen til Japan. Det skulle derfor blive her, hans missionsgerning kom til at ligge.
Fra 1906 til 1909 var Winther på orlov i USA og Danmark. De lutherske missionærer var nået frem til, at man måtte have et teologisk seminarium for at kunne uddanne japanske medarbejdere. Et seminarium blev oprettet 1909 i byen Kumamoto, og Winther blev en af dem, der begyndte den første lutherske præsteskole i Japan. Foruden undervisningen gik han med eleverne ud på gaderne for at holde gademøder. Han virkede på denne måde i 12 år. 
I 1921 vendte han tilbage til Danmark, virkede nogle år som præst, og vendte så tilbage til Japan. Der var nu 12 kirker med indfødte præster, som jævnligt skulle besøges. Der var 15 missionspladser, hvor han var den eneste arbejder. Desuden besøgte han syge. I 1941, under 2. verdenskrig, måtte han forlade Japan og rejse til USA, men efter krigen vendte han tilbage til Japan. Han kom til at virke som lærer ved en af Norsk Luthersk Missionssamband styret bibelskole i Kobe (senere ved en nyoprettet præsteskole) i de næste omkring 20 år. Han døde i Japan i 1970 som 95-årig.   
Winther var ridder af Dannebrog og modtog den japanske Opgående Sols Orden.